# ニルマリ・サンティーニ
ニルマリ・サンティーニ（Nilmari Santini Martín 1959年5月25日-2006年) は、プエルトリコのサンフアン出身の柔道選手。現役時代は72kg超級の選手。

## 人物
柔道は大学入学後の20歳の時に始めた。
1984年のパンナム選手権無差別で優勝を飾った。世界選手権72kg超級では5位だった。1986年の世界選手権では3位になった。これは現在に至るまで、プエルトリコの選手が柔道の世界選手権で獲得した唯一のメダルとなっている。1987年のパンアメリカン競技大会では優勝するが、世界選手権では72kg超級と無差別でそれぞれ5位に終わった。1992年にはバルセロナオリンピックに出場すると9位になった。2006年に死去した。

## 主な戦績
(階級表記のない大会は全て72kg超級での成績)
- 1984年 - パンナム選手権　72kg超級　2位　無差別　優勝
- 1984年 - 世界選手権　5位
- 1986年 - パンナム選手権　3位
- 1986年 - 世界選手権　3位
- 1987年 - パンアメリカン競技大会　優勝
- 1987年 - 世界選手権　72kg超級　5位　無差別　5位
- 1989年 - 世界選手権　7位
- 1991年 - パンアメリカン競技大会 72kg超級　2位　無差別　2位
- 1992年 - パンナム選手権　2位
- 1992年 - バルセロナオリンピック　9位